# Docteur Caraïbes
Docteur Caraïbes est un feuilleton télévisé franco-britannique de Jean-Pierre Decourt diffusé en 1973.
Coproduit par l'ORTF et Télécip, il est composé de quatre téléfilms d'1h30 environ chacun : L'Or de l'Astrolabe, Amende honorable, Le Pigeon bleu et L'Homme à l'Albatros. Chacun des téléfilms a été divisé en épisodes de 30 min diffusés en début de soirée du lundi au vendredi sur la 1re chaîne de l'ORTF.

## Synopsis
Marc Saint-Jacques (Louis Velle) dit « Docteur Caraïbes » est un médecin chercheur installé en Guadeloupe. Assisté de Laura (Suzanna Leigh), il passe le plus clair de son temps à sortir son ami Jeff (Jess Hahn) du pétrin dans lequel ses magouilles le mènent…

## Fiche technique
- Titre :  Docteur Caraïbes
- Réalisation : Jean-Pierre Decourt
- Scénario : Jean-Pierre Decourt, Raymond Jacquet, Marcel Jullian
- Musique : Jack Arel
- Photographie : André Dumaître
- Production : Jean-Jacques de Bresson, Robert Velin Roland Gritti, Donald Getz, Jack Dell
- Sociétés de production : ORTF, Télécip, Humphries Holdings
- Sociétés de distribution : Cocinor (cinéma), ORTF (télévision)
- Pays de production :  France
- Langue originale : français
- Format : Couleur - 35 mm - 1,33:1 - son mono
- Genre : aventures
- Nombre de saison : 1
- Nombre d'épisode : 12 (4 téléfilms)
- Durée : 95 min. (version cinéma)
 360 min. (version télé)
- Dates de première diffusion :
  - France : 29 juillet 1970 (sortie cinéma) ; 17 janvier 1973 (1re chaîne de l'ORTF)
- Affiche : Jean Mascii (France)

## Distribution
- Louis Velle : Marc St-Jacques dit « Docteur Caraïbes »
- Jess Hahn : Jeff
- Suzanna Leigh : Laura Méline
- Georges Aminel : l'inspecteur Phil
- Paul Massie : Denniger
- Jean Négroni : Néron
- Tippi Hedren : Sonia (1 épisode)

## Production
Le tournage a eu lieu en 1968. Les scénarios sont signés Marcel Jullian, Jean-Pierre Decourt et Raymond Jacquet, les dialogues Marcel Jullian.
La musique du générique de début est signée Jack Arel et interprétée par Paul Mauriat. La chanson du générique de fin Sous le ciel de feu est interprétée par Herbert Léonard.

### Sortie et accueil
À l'origine les quatre histoires devaient faire l'objet d'une exploitation en salles à l'étranger. Le premier volet de la série, L'Or de l'Astrolabe, est sorti initialement au cinéma en 1970.

### Sortie DVD
- 27 octobre 2021 : Docteur Caraïbes (intégrale 3 DVD), Elephant Films,  (EAN 3348467315686)